# Mystacoleucus atridorsalis
Mystacoleucus atridorsalis är en fiskart som beskrevs av Fowler, 1937. Mystacoleucus atridorsalis ingår i släktet Mystacoleucus och familjen karpfiskar. IUCN kategoriserar arten globalt som livskraftig. Inga underarter finns listade i Catalogue of Life.